# Giacomo Coppola
Pour les articles homonymes, voir Coppola.
Giacomo Coppola (16 juillet 1797, Altomonte - 2 mai 1872, Naples) est un homme politique italien.

## Biographie
Giacomo Coppola est le fils du baron Tarquinio Coppola, riche propriétaire terrien, et de Maria Ludovica de Beaumont di Castelvetere. Il est ainsi le cousin du député et ecclésiaste Ferdinando Balsano (1826-1869) ainsi que de Federico Balsano, maire de Roggiano Gravina, tous deux fils de sa tante Maria Teresa Coppola.
Il étudie la jurisprudence à l'Université de Naples ce qui lui permet de devenir avocat et magistrat. Il est decurione (équivalent du conseiller municipal) de la ville de Naples de 1846 à 1848 puis il devient député au Parlement napolitain de novembre 1848 à 1849.
Il est également intendant de la Basilicate et préfet de Potenza du 22 mars au 15 mai 1848. Il est aussi ministre des finances du Gouvernement provisoire napolitain.
En 1860, il est nommé conseiller à la Cour d'appel de Naples puis en 1862 à la Cour de cassation de cette même ville. Du 8 octobre au 8 novembre 1860, il est aussi ministre des Finances sous le gouvernement dictatorial de Giuseppe Garibaldi. Enfin, il devient sénateur du royaume d'Italie de 1863 à sa mort en 1872.
Il épouse Antonietta Picazio, cousine du maire de la ville de Caserta de l'époque, avec laquelle il a un fils, le baron Simone Coppola qui est à l'origine de la branche des Coppola Picazio dont descendent notamment Giampietro Coppola, maire d'Altomonte, ainsi que Franz von Lobstein et fils de Virginia Coppola Picazio.

## Sources
- (it) « COPPOLA Giacomo », sur Senato della Repubblica (consulté le 30 août 2017).
- (it) Luigi Agnello, Dizionario Biografico degli Italiani, vol. 28, 1983 (lire en ligne), « Giacomo Coppola ».
- (it) « Famiglia Coppola », sur Nobili Napoletani, 2007 (consulté le 30 août 2017).